# Coby Miller
Coby Miller (ur. 19 października 1976 w Ackerman, w stanie Missisipi) – amerykański lekkoatleta, sprinter, dwukrotny olimpijczyk (2000, 2004), w tym wicemistrz olimpijski z 2004 roku. 
W sezonach 2001 i 2002 zmagał się z kontuzją nogi, jednak po swoim powrocie do startów (końcówka sezonu 2002) był członkiem sztafety 4 x 100 metrów, która zwyciężyła w zawodach pucharu świata i jednocześnie ustanowiła nowy rekord tej imprezy. W swej karierze został też podwójnym złotym medalistą uniwersjady z 1999 (w sztafecie 4 x 100 metrów i w biegu na 200 metrów).

## Rekordy życiowe
| Dystans       | Czas  | Miejsce     | Data             |
| ------------- | ----- | ----------- | ---------------- |
| bieg na 55 m  | 6,11  | Gainesville | 22 stycznia 1999 |
| bieg na 60 m  | 6,49  | Gandawa     | 9 lutego 2003    |
| bieg na 100 m | 9,98  | Durham      | 2 czerwca 2000   |
| bieg na 100 m | 9,98  | Portland    | 18 maja 2002     |
| bieg na 200 m | 19,96 | Sacramento  | 23 czerwca 2000  |